# Жданов, Виктор Михайлович (спортсмен)
Ви́ктор Миха́йлович Жда́нов (27 января 1971, Челябинск, СССР — 24 сентября 2009, Гейнсвилл, штат Флорида, США) — российский легкоатлет, марафонец и сверхмарафонец, мастер спорта по марафону и бегу на 100 км.

## Карьера
В 1985 году начал заниматься спортивной ходьбой в известной челябинской школе. По причинам нерациональной техники переквалифицировался в стайера.
В 1993 году пробежал первый марафон в городе Зеленоградск (Калининградская область) с результатом 2:21.37, сразу выполнив норматив мастер спорта.
В 1995 году стал тренером своей супруги Ф. Я. Султановой-Ждановой (заслуженный мастер спорта России в 2004 году).
В 1997 году занял 4-е место на чемпионате России по бегу на 100 км с результатом 6:47.59. В 1998 году стал бронзовым призёром на Чемпионате России по марафону с результатом 2:17.04.
В 1999 году на сверхмарафоне The Comrades в Дурбане (ЮАР) показал второй результат 5:31.31 проиграв победителю Ярославу Яницкому 20 секунд, но впоследствии был дисквалифицирован за употребление допинга — эфедрина..
В 2001 году стал серебряным призёром Сибирского международного марафона с результатом 2:20.50 проиграв всего 7 секунд победителю Эдуарду Тухбатуллину.
Всего за свою жизнь пробежал около 50 марафонов. Становился победителем и призёром марафонов в следующих городах: Загреб, Омск, Тайбэй, Братислава, Сургут, Жигулевск, Москва.
Один из создателей и главный редактор сайта — www.runners.ru — крупнейшего интернет-портала о лёгкой атлетике на русском языке.
Скончался в возрасте 38 лет от внезапной остановки сердца.